# Tillé
Tillé é uma comuna francesa na região administrativa de Altos da França, no departamento de Oise. Estende-se por uma área de 14,8 km². Em 2010 a comuna tinha 1 224 habitantes (densidade: 82,7 hab./km²).